# Zolpidem
Zolpidem is een slaapmiddel. Het middel is ook bekend onder de merknaam Stilnoct. Het wordt tevens door verschillende farmaceutische bedrijven op de markt gebracht als generiek geneesmiddel. Zolpidem heeft geen effect op de duur van de slaap maar wordt beschouwd als een inslaper, die de tijdsduur tot het inslapen of de slaaplatentie verkort.
Hoewel Z-slaapmiddelen, zoals zolpidem en zopiclon de meest voorgeschreven slaapmiddelen ter wereld zijn, biedt de werking van deze middelen slechts een beperkt klinisch voordeel boven op het placebo-effect in de behandeling van primaire slapeloosheid. De effectiviteit van deze groep slaapmiddelen is overschat geweest en de bijwerkingen onderschat door publicatiebias.
In 2019 bleek uit onderzoek dat er verschillen zijn in de dosering die geadviseerd dient te worden bij de verschillende sekses: bij vrouwen verdwijnt het middel langzamer uit het lichaam dan bij mannen.

## Eigenschappen
Zolpidem grijpt aan op de alpha-1 subunit van de GABA-receptor. Zolpidem werkt in op dezelfde receptor als benzodiazepinen, maar is geen benzodiazepine. In normale doses bezit het geen anti-epileptische en beperkte spierverslappende eigenschappen. Gebruikelijke dosis; 10 mg per nacht. Een dosis van meer dan 15 mg, wordt als hoog beschouwd. Zolpidem werkt na ongeveer 30 minuten. Met behulp van zolpidem slaapt men gemiddeld zo'n 7 uur. In tegenstelling tot benzodiazepines, zijn er aanwijzingen op basis van klinisch onderzoek, dat zolpidem gedurende langere tijd (3 maanden) kan worden gebruikt, door niet elke avond, maar 3-5 maal per week het middel te gebruiken. Zoals voor alle slaapmiddelen, geldt dat men het middel zo kort mogelijk dient te gebruiken.
In een meta-analyse in 2012 van 13 studies met in totaal meer dan 4300 deelnemers, gepubliceerd in het gerenommeerde British Medical Journal, concludeerden onderzoekers van de Harvard Medical School dat de werking van Z-slaapmiddelen, zoals zolpidem en zopiclon voor een aanzienlijk deel berust op de placeboresponse. Zowel het effect op de slaaplatentie van het geneesmiddel zelf als het placebo-effect bleken afzonderlijk eerder klein maar significant te zijn. De beperkte dosis-afhankelijke vermindering in slaaplatentie kan klinisch relevant zijn maar moet steeds afgewogen worden tegenover de mogelijke bijwerkingen, tolerantie en mogelijke verslaving. Bij eerdere meta-analyses van klinisch onderzoek naar Z-slaapmiddelen werden de effecten van de Z-slaapmiddelen overschat door publicatiebias: diverse niet-gepubliceerde studies konden niet in de vergelijking worden meegenomen, en ook werden voor het middel gunstige uitkomsten selectief en dubbel gepubliceerd. Daardoor werd de effectiviteit van deze middelen 60% groter beoordeeld dan wanneer ook niet-gepubliceerd onderzoek in de vergelijking zou zijn meegenomen. Ook de veiligheid zou mogelijk anders beoordeeld zijn wanneer ook het ongepubliceerde onderzoek zou zijn meegenomen.

## Bijwerkingen
Bijwerkingen kunnen onder meer nadelige cognitieve effecten (zoals geheugenverlies) omvatten, psychomotorische effecten (zoals vallen, breuken, verkeersongevallen), vermoeidheid overdag, tolerantie, verslaving, en grotere mortaliteit. Deze risico's moeten worden afgewogen tegen eventuele therapeutische voordelen.
Bij gebruik van hoge dosis kunnen ook lallend spreken en ongeremdheid voorkomen.
Slaapmiddelen worden vaak in verband gebracht met het ontwikkelen van tolerantie (steeds meer nodig om hetzelfde effect te krijgen) en het risico op verslaving. Dit geldt ook voor zolpidem, toch staat het middel bekend als relatief veilig. Het risico op verslaving is het grootst voor personen die al aan een andere stof verslaafd zijn en personen met een psychiatrische aandoening (schizofrenie, depressie etcetera).
De inname van een overdosis, kan leiden tot coma, in zeer zeldzame gevallen met de dood tot gevolg. In vrijwel alle dodelijke gevallen waren nog andere middelen in het spel zoals andere psychofarmaca en drank.

## Stoppen met zolpidem
Om ontwenningsverschijnselen te minimaliseren, is het raadzaam het gebruik langzaam af te bouwen. Zie hiervoor het artikel benzodiazepinen.

## Andere mogelijke effecten
Bij sommige personen met hersenletsel, die in een coma vigil verkeren, kan dit middel bewustzijnsverhogend werken. Bij 3 patiënten met ernstige hersenbeschadigingen, die ten minste 3 jaar met zolpidem werden behandeld, verbeterden elke dag in de ochtend hun hersenfuncties. In 60% van alle gevallen die Zolpidem gebruikten trad er daadwerkelijk verbetering op. Bij bepaalde patiënten verbeterden hun Glasgow Coma Scores: van 6 tot 9 zonder zolpidem, naar 10-15 met zolpidem. Score 15, de maximale score, betekent volledig bewustzijn, 3 is de laagst mogelijke score.
Sinds 2010 is er een patent op het middel Zolpidem als een middel te gebruiken bij (ernstig) hersenletsel.

## Waarschuwing na registratie
De PRAC (Pharmacovigilance Risk Assessment Committee) heeft een herbeoordeling gestart van zolpidem bevattende geneesmiddelen. De herbeoordeling is gestart vanwege zorgen dat sommige patiënten meer slaperigheid en een vertraagd reactievermogen zouden kunnen hebben de dag na inname. Dit zou mogelijk het risico op ongelukken kunnen verhogen bij activiteiten zoals autorijden. Patiënten die zolpidem bevattende geneesmiddelen gebruiken en zich zorgen maken, wordt aangeraden contact op te nemen met hun arts of apotheker.